# 圣弗莱沃代卢
圣弗莱沃德卢（法語：Sainte-Flaive-des-Loups，法語發音：[sɛ̃t flɛv de lu]）是法国卢瓦尔河地区大区旺代省的一个市镇，位于该省中西部，属于莱萨布勒多洛讷区。

## 地理
圣弗莱沃德卢（46°36'43"N, 1°34'48"W）面积36.11 平方千米，位于法国卢瓦尔河地区大区旺代省，该省份为法国西部沿海省份，北起大西洋卢瓦尔省和曼恩-卢瓦尔省，西临大西洋，南至滨海夏朗德省，东部及东南部与德塞夫勒省接壤。
与圣弗莱沃德卢接壤的市镇（或旧市镇、城区）包括：欧比尼-莱克卢佐、勒日鲁阿尔、朗德龙德、尼约勒勒多朗、圣乔治德潘坦杜、莱萨沙尔、莱克卢佐。
圣弗莱沃德卢的时区为UTC+01:00、UTC+02:00（夏令时）。

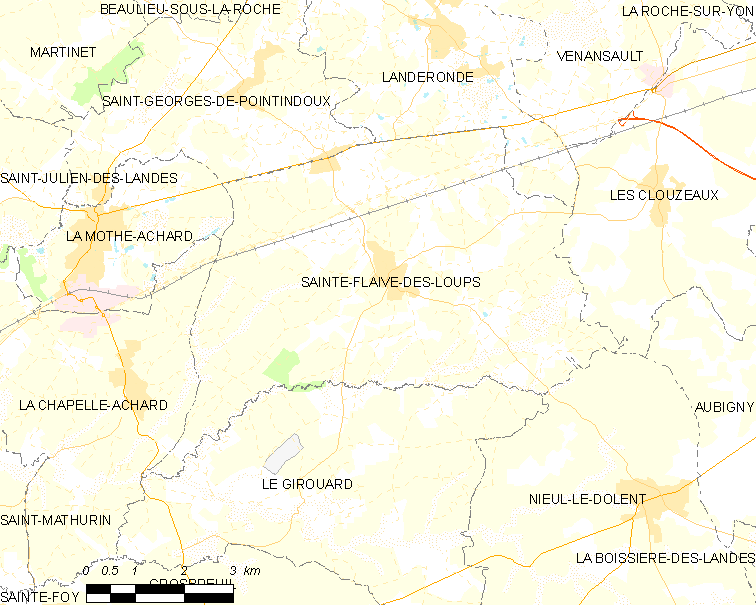
圣弗莱沃德卢的OSM定位图

## 行政
圣弗莱沃德卢的邮政编码为85150，INSEE市镇编码为85211。

## 政治
圣弗莱沃德卢所属的省级选区为塔尔蒙-圣伊莱尔县。

## 人口

1962-2008年间圣弗莱沃德卢人口变化图示

圣弗莱沃德卢于2022年1月1日时的人口数量为2547人。

## 友好城市
- 法國 普赖萨克